# Desidério Silva
Desidério Jorge da Silva (Boliqueime, Loulé, 9 de agosto de 1951) é um político e técnico de construção civil português. 
Foi presidente da Câmara Municipal de Albufeira, desde janeiro de 2002 até 2012, ano em que deixou a presidência da câmara para passar a assumir as funções atuais. É o atual presidente do Turismo do Algarve (RTA).